# Andrea da Barberino

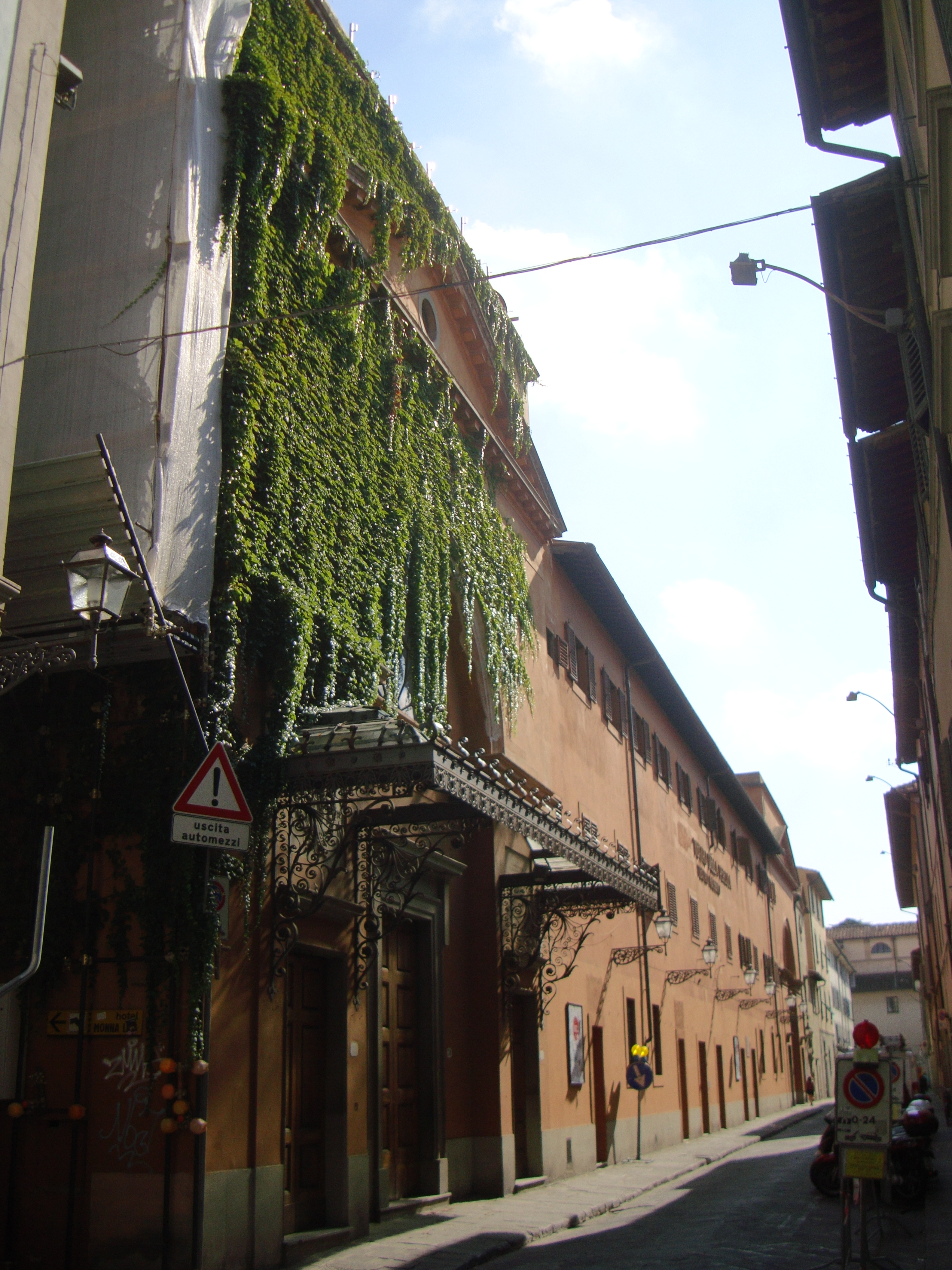
Via della Pergola, Firenze

Andrea da Barberino, o Andrea Mengabotti o Andrea de' Mengabotti (Barberino Val d'Elsa, 1370 circa – 1432 circa), è stato uno scrittore italiano di epoca medioevale.

## Biografia
Andrea era figlio di Jacopo di Tieni de' Magnabotti o Mangiabotti, originario di Barberino Val d'Elsa; tuttavia non è certo se Andrea sia nato a Barberino o a Firenze, dove sicuramente visse in via della Pergola.
Era proprietario di alcuni terreni agricoli della Pieve a Settimo, coltivati a vigne e grano.
Ebbe due mogli, come si ricava dalle portate catastali del 1427, dove risulta sposato con una certa Gostanza, di 26 anni più anziana di lui, e del 1430, dove risulta sposato con una donna chiamata Ricca. Tuttavia non ebbe alcun figlio e nel testamento, redatto il 14 agosto 1431, è indicato come unico erede il nipote Andrea di Giovanni di Francesco, di professione materassaio.
Fu un popolare maestro di canto, cantastorie e compositore di romanzi cavallereschi in volgare fiorentino. È noto che Andrea leggesse le sue opere sulle piazze, come canterino comunale o giullare, e quella di San Martino al Vescovo era la sua favorita.
Andrea morì presumibilmente a Firenze: si ignora la data esatta del decesso, ma è noto che il testamento fu reso pubblico tra il 1431 e il 1433.

## Stile
Gli scritti sono per lo più stilati in lingua volgare fiorentina, nella quale l'autore è solito inserire alcune espressioni francesi. Lo stile è vario a seconda della narrazione: registro comico e realistico nei racconti delle battaglie, aulico nella descrizione della vita di corte, mediano nella rappresentazione del mondo fatato e fantastico dell'immaginario medievale, fortemente presente nei suoi romanzi.

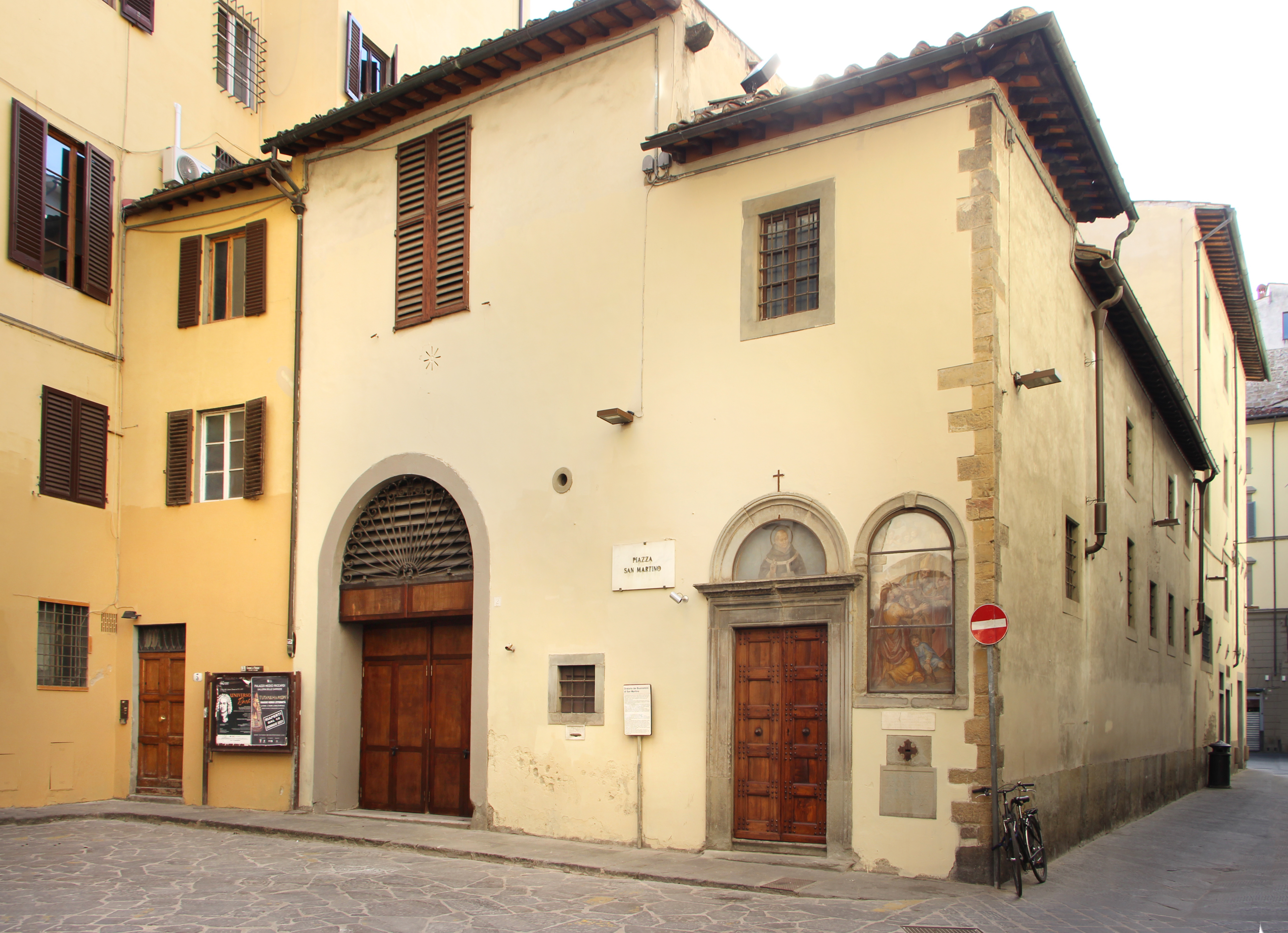
Piazza San Martino a Firenze

Nei racconti sono spesso inseriti detti proverbiali, sentenze e massime, solitamente riferiti alle donne e agli ecclesiastici.

## Produzione
Andrea fu cultore della letteratura cavalleresca, trascrittore della lettura epica italiana del basso medioevo e prolifico traduttore delle chanson de geste francesi. Le sue opere e i suoi romanzi cavallereschi si innestano sulle austere narrazioni del ciclo carolingio e quelle frizzanti della materia di Bretagna, che egli rielabora, reinterpreta ed estende nell'ambito della cultura borghese del tempo. Importante dal punto di vista storico-letterario questa sua opera di trasposizione che ha tramandato nel tempo queste tradizioni. Le sue opere più importanti (I Reali di Francia e Il Guerrin Meschino) furono ristampate fino al XIX secolo, ed influenzarono gli autori successivi del rinascimento: Luigi Pulci, Matteo Maria Boiardo e Ludovico Ariosto.
Tra le sue opere vanno annoverate:
- I Reali di Francia[5] (con inserita la vicenda di Buovo d'Antona[6]; in questo romanzo l'autore usa l'artificio letterario del manoscritto ritrovato: una presunta cronaca di Urmano da Parigi)
- Guerrino detto il Meschino (o Il Meschino da Durazzo)
- Storie nerbonesi
- Storia dell'Ugone di Alvernia
- Storia di Ajolfo del Barbicone e di altri valorosi cavalieri[7]
- Aspramonte (ispirata alla Canzone d'Aspromonte)

## Opere

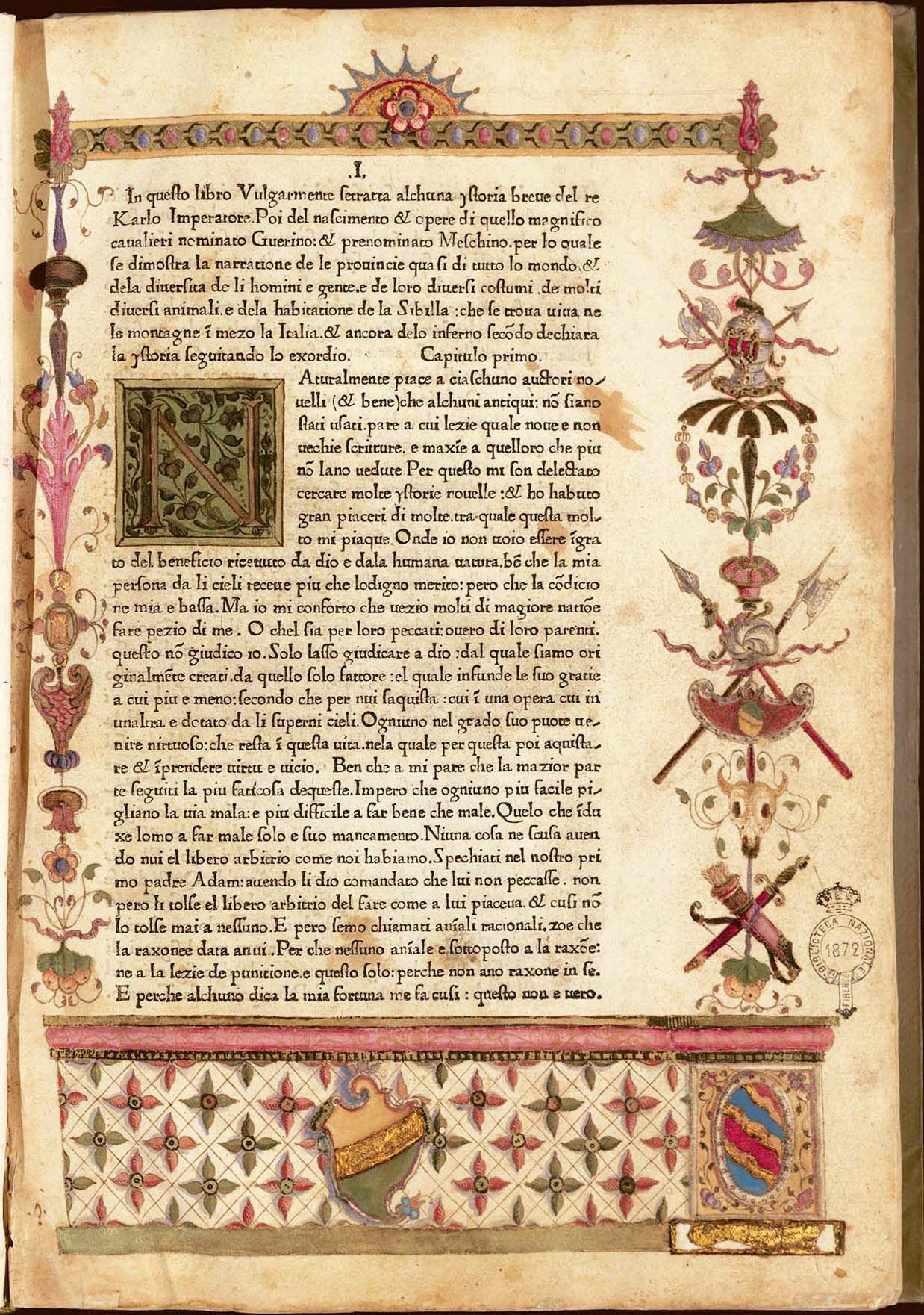
Guerrin meschino, 1477. Incipit.

- Guerrin meschino, Milano, Leonard Pachel e Ulrich Scinzenzeler, 1482.
- Reali di Francia, Venezia, Christophalo de Pensis da Mandello, 1499.